# 日経クリック
日経クリック（にっけいクリック）は、日経BPから発売されていた月刊のパソコン雑誌である。1994年10月に創刊し、2005年6月に廃刊となった。2007年2月8日に復刊号が発売された。
日経BPの雑誌としては数少ない書店売りがメインの雑誌で、当初は「一般誌に最も近いパソコン誌」というコンセプトの元に、主にパソコン初心者をターゲットとしていた。その後同社の『日経PCビギナーズ』との住み分け等の関係で、2002年の誌面リニューアル以後は初心者以外にもターゲットを広げた総合誌となっていた。